# 六月暴動
六月暴動（ろくがつぼうどう）または1832年のパリ蜂起（フランス語: Insurrection républicaine à Paris en juin 1832）は、1832年6月5日から6日にかけて発生した、パリ市民による王政打倒の暴動である。
1830年の七月革命により誕生したルイ・フィリップ1世の七月王政を打倒すべく、王政の強力な支柱であった首相カジミール・ピエール・ペリエが1832年5月16日に死去した隙を突いた形で、レプブリカンが起こした反乱であり、この鎮圧をもって七月革命以来の実力的闘争は沈静化する。
ヴィクトル・ユーゴーの小説『レ・ミゼラブル』において、後半のクライマックスとなる場面の暴動である。

## 背景
1830年の七月革命では、ブルボン朝シャルル10世退位ののち王政廃止を強く求められていたが、代議院に推挙された、ブルジョワジーに人気があったオルレアン公ルイ・フィリップ1世がフランス国王に即位することとなった。しかしながら新国王は革命への期待を裏切り、フランソワ・ピエール・ギヨーム・ギゾーが提唱した復古主義・オルレアニスムによる新憲法を制定し、議会制と民主主義を成立させる一方で、裕福なレジティミスト階級に政治的優位性を与えた。
ラファイエット学校運動で七月革命に関与したカルボナリ党員ルイ・オーギュスト・ブランキは、弁護士の娘と結婚して新政権への抗議と収監を繰り返した。ルイ・フィリップ1世を擁立した銀行家ジャック・ラフィットも、1831年3月には財務大臣を辞任。1832年までには、「七月革命でバリケードの中で血を流した結果が、日和見主義者らによるルイ・フィリップの戴冠であったということが、特にレプブリカン（種々の共和派）には、沸騰するほどの不満に感じられた。」
新憲法に不満を抱いたブルジョワジーのレプブリカンは、39名の議員がラフィットの家に集まり、調査報告書の発表を検討した。これは1832年5月22日に発表され、新憲法と王政の欠陥を非難し、七月革命に対する反革命が進行中であることを指摘し、七月革命の勢力を大変に刺激することとなった。
一方、 ナポレオン帝国の喪失を嘆くボナパルティストらにも不満が残っており、ブルボン朝の残影を懐かしむレジティミストたちは、密かに正統な後継者としてのシャンボール伯アンリ（シャルル10世の孫）の即位を画策していた。レプブリカンの中に入り込んだオルレアン主義者も、利得の機会を狙っていた。
中間的ブルジョワジーから支持を得て誕生した七月王政政権は、左右両派からの攻撃を同時に受けるようになっていた。

## 原因とそれを助長するもの

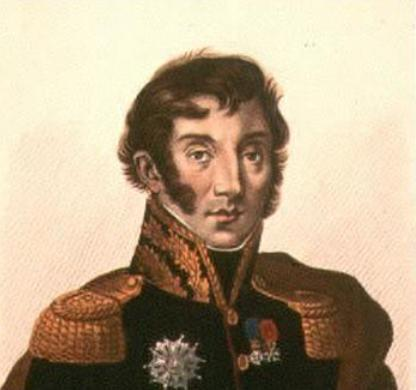
ラマルク将軍の名で知られるジャン・マクシミリアン・ラマルクは、1815年の百日天下の際にはヴァンデ軍を率いて王党派を打倒し、後には共和主義運動を支援するなどして、レプブリカンの尊敬を集めた。

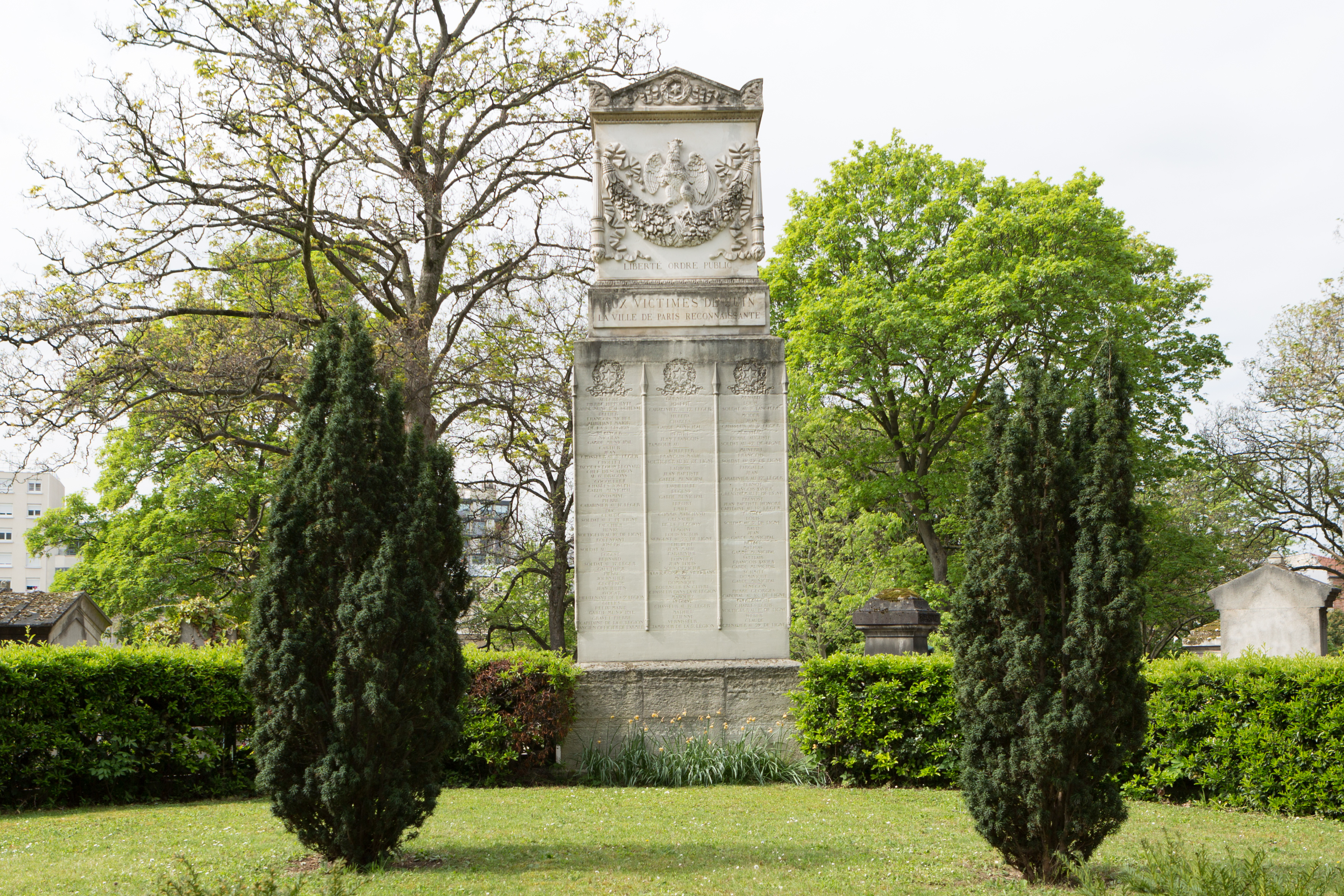
六月暴動の慰霊塔。民間人、州兵、衛兵など犠牲者62名の名が刻まれている。

暴動の原因には、1827年から1832年にかけて急速に深刻なものとなった経済問題があった。この時期には不作が続き、食糧事情は悪化、物価が上昇するなど、全ての階級において不満が高まっていたのである。
さらに1832年春、ヨーロッパ全土を襲っていたコレラ禍がパリにも発生し、18,402人の死者を出すという惨事になった。特に貧困層は疫病で荒廃し、政府が井戸に毒を投じたとの噂まで広まった。この疫病のため、首相のカジミール・ピエール・ペリエ（5月16日死去）とナポレオン傘下の将軍で自由主義派の政治家であるジャン・マクシミリアン・ラマルク（6月1日死去）の2人の著名人が亡くなった。ペリエが壮大な国葬で送られた一方、貧困層に向け同情を示し国民的な人気のあったラマルク将軍の葬儀は、反対派への強い警戒感が示されたものであった。 
両者の死亡以前でも、大きな暴動が2回起きている。ひとつは1831年12月にフランス第2の都市リヨンにおいて、経済困窮を理由に発生したカヌート（絹織物工）争議であり、鎮圧には地元の治安部隊では足らず、軍隊が投入された。もうひとつは翌年2月に発生した、レジティミスト（復古主義者）一派が現王室を拉致しようとした「ルー・ド・プルーヴェールの陰謀」といわれるものである。マリー・カロリーヌ・ド・ブルボンが息子シャンボール伯の即位を企み、扇動したものであったが、まもなく逮捕され陰謀は失敗に終わった。以降、レジティミストの活動は武力ではなく、出版物などの言論による闘争へと変貌することとなった。

## 暴動の発生
レプブリカンを主導していたのは、活動に専心した秘密結社の一団であった。これらの結社は、1830年7月にシャルル10世の政府に対し暴動を扇動したのと同じものである。中でも、人権協会は最も機能した組織であり、20人ごとに軍隊のように組織され（これは、20人を超える結社を禁ずるという法令を僭脱するため）、各々に首領・副首領を頂いたものであった。
レプブリカンたちは、6月5日にラマルク将軍の民衆葬を行い、葬列はバスティーユ広場に向かう示威運動となっていた。葬列には、共和主義者として亡命しているポーランド人、イタリア人及びドイツ人らの運動家も参加していた。彼らは棺の周りに集まり、ラマルクがポーランドとイタリアの自由のために強力に支持し支援したことについての演説を行った。群衆の中から、「自由さもなければ死を（La liberté ou la mort）」と書かれた赤旗を振る者が現れ、群集は叛徒化し、警備していた政府軍はそれに向けて発砲を始めた。弔辞のため参列していたラファイエットは落ち着くよう求めたが、混乱は止めようがなく広がっていった。
一晩で、シャトレ広場、アーセナル街区からフォブール＝サンタントワーヌ通りに至る、パリの東部から中央部にかけて暴動は拡大し、叛徒は約3000人となった。夜にはテュイルリー宮殿で、叛徒が食事で大騒ぎをするのが聞こえたほどであった。しかし、叛徒の拡大はそこで止まった、夜のうちに、パリ国民衛兵に属する20000の非常勤兵は、首都周辺の平定を担当するローバウ伯が率いる40000の正規兵により強化された。
武装勢力は、歴史的地域であるサン＝マルタン街に彼らの牙城を築いた。バリケードがサン＝マルタン通りとサン＝ドニ通りのまわりの狭い路地に積み上げられた。6月6日の朝、叛徒の残党は、サン＝マルタン通りとサン＝メリ通りの交差点に包囲されていた。ルイ・フィリップは、この場所で首都を支配していることを示威することを決めた。サン＝クルーからパリに戻ると、テュイルリー宮殿で閣僚と将軍に謁見し、暴動の現場に乗り込む前、国民衛兵と兵士の喝采の中で包囲することを宣言した。最後の抗争は、サン＝メリ回廊でなされ、6月6日の夕刻まで続いた。政府側は73名の死者と344名の負傷者の一方で、叛徒側の犠牲者は死者93名負傷者291名を数えた。こうして暴動は完全に鎮圧された。

## 暴動の影響
政府は反乱軍を少数派の過激派と扱ったものの、ルイ・フィリップは2年前の7月革命でシャルル10世に対してよりも熱心に対応した。国王が公衆の面前に出ると、彼の支持者は喝采を以って迎えた。警察を指示していた外相セバスティアニ将軍は、事件に巻き込まれた民衆は「成功を祝して、『国王万歳（Vive le Roi）』や『自由万歳（Vive la liberté）』と喜んで斉唱する」と祝いの言葉を述べたと記録している。事後調査により、叛徒の66%は建築労働者など労働者階級であり、残りは店員などであったことが解明された。
暴動後、多くの銃火器が回収され、所持すると軍法に問われる可能性があるようになった。革命で政権を得た政府は、自らの手により過去の革命を遠ざけることとなった。フランス政府が1831年に7月革命を記念するためとして3000フランで買い上げたドラクロアの絵画『民衆を導く自由の女神』の展示も止められた。アルバート・ボイムは、「1832年6月のラマルク将軍の葬儀の際の暴動後、それが再び公然と悪い例を示すことを恐れて展示されなかった。」と述べている。
また、前国王のときと同様に、報道が検閲によって規制されるようになった。軍人であり貴族のラファイエットはこれを非難した。
ミシェル・ジョフロワという男は、赤旗を振って暴動のきっかけを作ったということで逮捕された。最初は死刑が宣告されたが、司法上の手続きを重ねるうち、かなり減刑された懲役刑に落ち着いた。その後、同様に死刑判決については全てが減刑された。
一部の叛徒は、法廷でレプブリカンとしての主張を行った。指導者の一人シャルル・ジャンヌの裁判では、誇りを持って自らを弁護した。彼は有罪となり懲役刑を課せられ、1837年に刑務所で死亡したが、それはレプブリカンの殉教者とされた。1836年のパンフレットにおいて、レプブリカンの敗北は、テルモピュライの戦いにおける300人のスパルタ兵の英雄的な抵抗に擬せられた。 
レプブリカンは高潔で、忍耐強い;...彼は、300のスパルタ兵を率いテルモピュライで戦死したレオニダス王に擬せられる; 彼は、60000の兵がサン・メリ回廊に近づくのを、48時間にわたり耐え、… 栄光の死を得るために銃剣に身を投げた72人の英雄なのである。 
1848年、七月王政は二月革命により打倒され、短命となった第二共和政がそれに代わった。フリードリヒ・エンゲルスは、1848年革命に関して論じた回顧集で「六月革命」といっている。すなわち、 二月革命は、六月暴動の戦術的な失敗―性急に市庁舎に向かってしまった点等―を研究し、それを避けたことによりうまくいったと論じている。

## レ・ミゼラブル

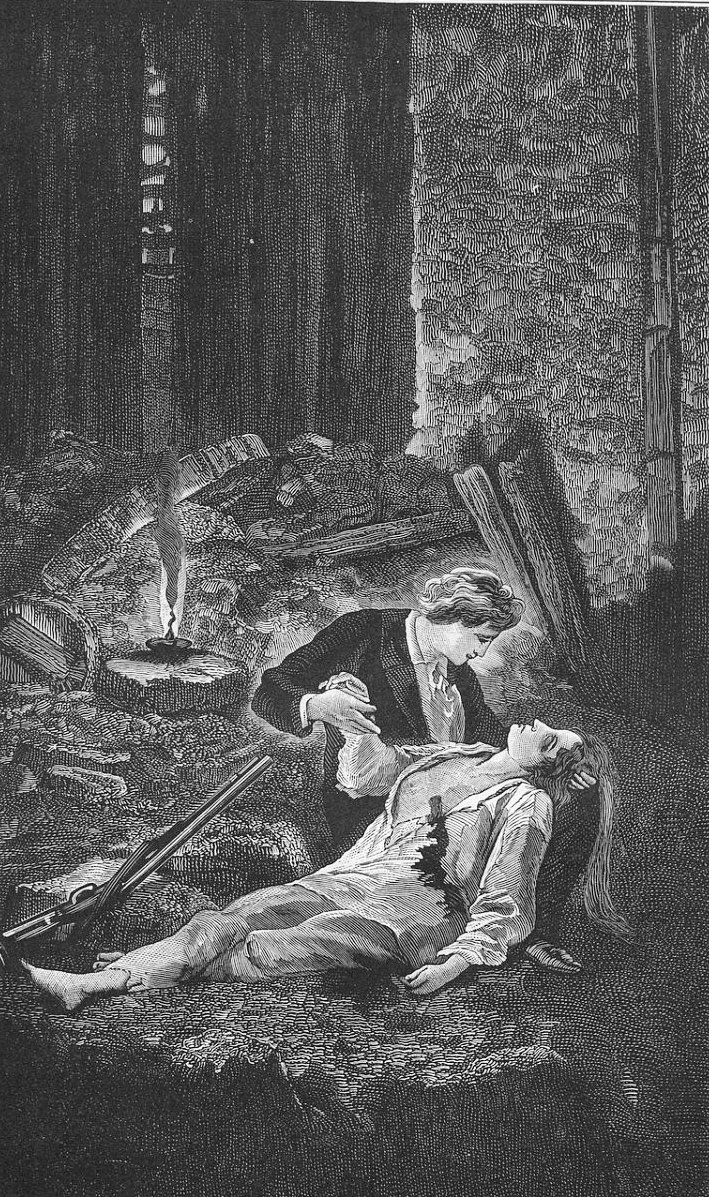
六月暴動でエポニーヌが息を引き取る場面。『レ・ミゼラブル』初版挿絵より。

1832年6月5日、ヴィクトル・ユーゴーが、レアール方面に銃声を聞いたのは、テュイルリー庭園で戯曲を執筆しているときであった。公園は閉鎖され、管理人はわざわざ解錠してユーゴーを外に出したが、彼は家に急いで帰らず、閑散とした通りを音の方向へ向かった。その時には、パリの半分は叛徒の占拠するものとなっていた。レアールのほとんどはバリケード封鎖されていたので、ユーゴーはモンマルトルを北に向かい、サーモン小道を右に進み、ブ・デュ・モンド通り前で曲がった。路地を半ばも行くと、両側の鉄格子から威嚇の銃口が突きつけられた。店という店は閉まっていたので、バリケードに囲まれたユーゴーは、壁に向け身を投じ、柱の間に身を隠した。15分の間、両側から銃弾が飛び交った。
1862年に出版された『レ・ミゼラブル』は、ナポレオンの敗退から六月暴動までの20年を描き、六月暴動は終章のクライマックスとなっている。ユーゴーは歯に衣着せぬ活動的なレプブリカンであったので、革命を支持していたことは疑いない。  
カリスマ的なアンジョルラスに率いられ、パリの学生と貧民層により組織され、ラマルク将軍の死亡前夜に暴動を謀議する秘密結社『ABC（ア・ベ・セー）の友』は、実在の秘密結社『人権協会』の下部組織として描かれており、パリの狭い路地のバリケードは現実の体験から描写されたものである。ABCの友は、彼らの拠点とした居酒屋コラント (Corinthe) のあるサン＝ドニ通りに出る、シャンヴルリー通り（rue de la Chanvrerie, 現在のランブュトー通り (Rue Rambuteau)）にバリケードを築いた。 物語のクライマックスの場面として、この暴動に主要登場人物が会し、多くの者が斃れるのである。 
フィクションながら、『レ・ミゼラブル』がこのあまり目立たなかったであろう事件を有名にしたといっても過言ではない。